# Forza di difesa nazionale del Burundi
La Forza di difesa nazionale è l'organizzazione militare dello Stato responsabile per la difesa del Burundi.
Uno Stato Maggiore generale (État-Major Général) comanda le forze armate, costituito da uno Stato Maggiore congiunto (État-Major inter-armes); uno Stato Maggiore dell'Addestramento (État-Major de la Formation), e uno Stato Maggiore della Logistica (État-Major de la Logistique). Esistono comandi della Marina e dell'Aviazione, nonché comandi di unità specializzate.

## Storia
Il Burundi divenne indipendente nel luglio 1962. Nell'ottobre 1965 venne eseguito un tentativo di colpo di Stato, guidato dalla polizia dominata dagli hutu, ma fallì. L'esercito dominato dai tutsi, allora guidato dal capitano tutsi Michel Micombero, epurò gli hutu dai suoi ranghi e sferrò attacchi di rappresaglia che alla fine provocarono la morte di un massimo di 5.000 persone in un evento predecessore del genocidio del Burundi. Micombero divenne allora primo ministro.
Re Mwambutsa IV, che era fuggito dal paese durante il tentativo di colpo di Stato dell'ottobre 1965, venne deposto da un colpo di Stato nel luglio 1966 e suo figlio adolescente, Il principe ereditario Charles Ndizeye, rivendicò il trono come re Ntare V. Più tardi nello stesso anno, il primo ministro, l'allora capitano Michel Micombero, eseguì un altro colpo di Stato nel novembre 1966, questa volta deponendo Ntare, abolendo la monarchia e dichiarando la nazione una repubblica. Il suo governo monopartitico era effettivamente una dittatura militare. Come presidente, Micombero divenne un sostenitore del socialismo africano e ricevette il sostegno della Cina. Impose un fermo regime di legge e ordine e represse nettamente il militarismo hutu. Dopo il colpo di Stato di Micombero che aveva deposto la monarchia, egli divenne il primo generale nella storia del Burundi. Venne anche incaricato dal Consiglio Nazionale della Rivoluzione (in francese: Conseil National de la Révolution (CNR)) e nominato tenente generale. A sua volta Micombero promosse Thomas Ndabemeye al grado di maggiore generale. Furono gli unici generali della Prima Repubblica.
Nel 1981-1982 l'IISS stimò che le forze armate burundesi avessero 6.000 uomini, con 2 battaglioni di fanteria, 1 battaglione aviotrasportato, 1 battaglione di commando e una compagnia di autoblindo. La stessa stima venne ripetuta nell'edizione 1988-89, tranne per il fatto che la cifra della forza era stata ridotta a 5.500.

## La guerra civile e le sue conseguenze
La guerra civile in Burundi durò dal 1993 al 2005 e circa 300.000 persone vennero uccise. Gli Accordi di Arusha posero fine a 12 anni di guerra e fermarono decenni di uccisioni etniche. La costituzione del 2005 fornì una rappresentanza garantita sia per gli hutu che per i tutsi, e le elezioni parlamentari del 2005 che portarono Pierre Nkurunziza, delle FDD hutu, a diventare presidente.
Secondo un rapporto del 2004 di Child Soldiers International, l'esercito del Burundi ha usato bambini soldato coscritti. I minori in servizio militare erano soggetti a tribunali militari che non rispettavano gli standard del diritto internazionale.
Le forze armate schierarono un numero significativo di soldati nella Missione dell'Unione Africana in Somalia dal 2007 ca. Il 1º febbraio 2007 Burundi s'impegnò nella missione, impegnando fino a 1.000 soldati. Entro il 27 marzo, venne confermato che 1700 soldati burundesi sarebbero stati inviati in Somalia. Nel 2011 l'IISS stimò che vi fossero schierati tre battaglioni burundesi. Le forze dell'esercito nel 2011 includevano, secondo le stime IISS, 2 battaglioni corazzati leggeri (squadroni), sette battaglioni e compagnie indipendenti di fanteria; e battaglioni di artiglieria, del Genio e di difesa aerea (vennero segnalati SAM portatili SA-7 "Graal" e cannoni da 14,5 mm, 23 mm e 37 mm). Vennero segnalati separatamente il 22º Battaglione commando (Gitega) e il 124º Battaglione commando (Bujumbura).
Sulla scia delle proteste in Burundi, il personale dovette scegliere tra sostenere il presidente Pierre Nkurunziza, con cui alcuni avevano combattuto quando era un comandante militare, od opporglisi. Intervistato da Reuters il 14 maggio 2015, un analista africano di Verisk Maplecroft disse che le mosse del maggiore generale Godefroid Niyombare, ex direttore del servizio d'intelligence, "evidenziano in modo netto la mancanza di sostegno unificato di Nkurunziza tra i suoi capi militari". "Anche se il tentativo di Niyombare fallisce, la credibilità politica di Nkurunziza potrebbe essere danneggiata irreparabilmente".
All'indomani del colpo di Stato e delle successive elezioni contestate, il capo di stato maggiore delle forze armate, il maggiore generale Prime Niyongabo, sopravvisse a un tentativo di omicidio l'11 settembre 2015.

## Equipaggiamento

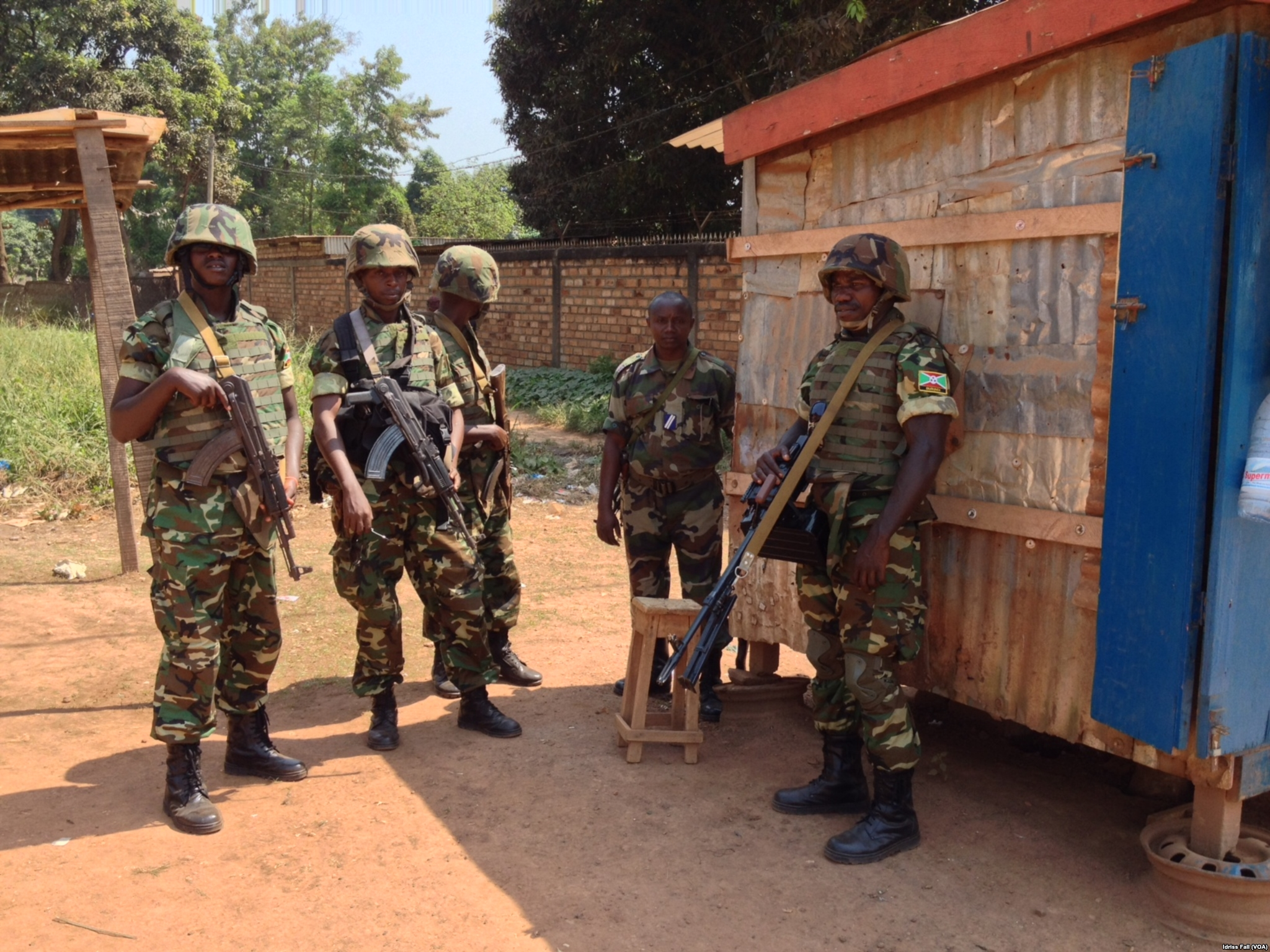
Le truppe del Burundi della Forza Multinazionale Centrafricana nella Repubblica Centrafricana.

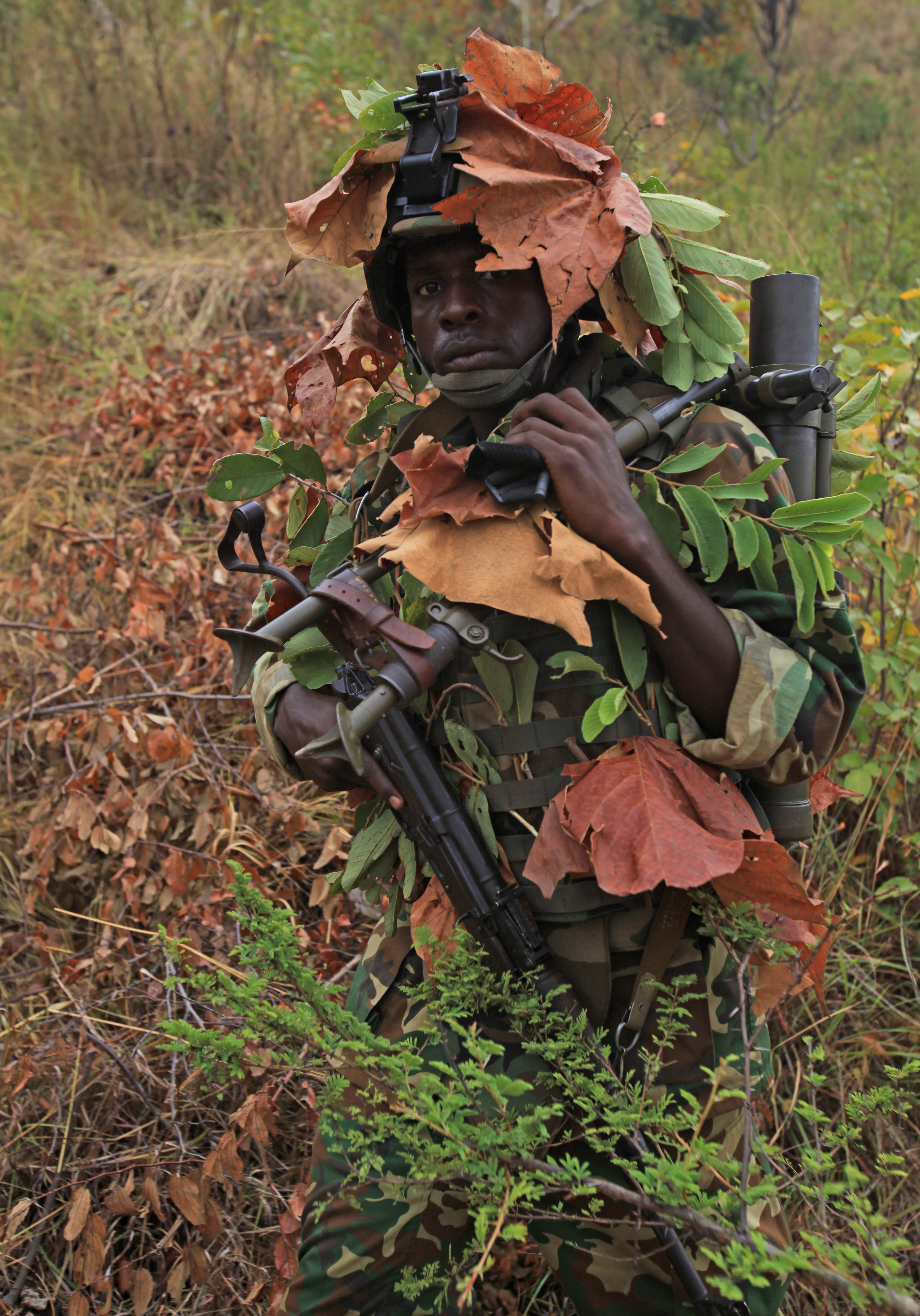
Uomo Mortaio con la 1ª Compagnia del Genio, Forza di Difesa Nazionale del Burundi

### Armi leggere della fanteria
| Modello      | Origine      | Tipo                           |
| ------------ | ------------ | ------------------------------ |
| AKS          | Russia/Altri | Fucile d'assalto               |
| AKM Variant  | Russia/Altri | Fucile d'assalto               |
| RPK          | Russia/Altri | Mitragliatrice di squadra      |
| PKM          | Russia/Altri | Mitragliatrice ad uso generale |
| FN MAG       | Belgio/Altri | Mitragliatrice ad uso generale |
| Dragunov SVD | Russia       | Fucile da tiratore scelto      |

### Armi anticarro
| Modello           | Origine          | Tipo                      |
| ----------------- | ---------------- | ------------------------- |
| RL-83 Blindicide  | Belgio           | Lanciarazzi               |
| M20 Super Bazooka | Stati Uniti      | Lanciarazzi               |
| MILAN (riportato) | Francia Germania | Missile Guidato anticarro |
| RPG 7             | Unione Sovietica | Lanciarazzi               |

### Veicoli
| Modello        | Tipo                          | Origine          | Conto    |
| -------------- | ----------------------------- | ---------------- | -------- |
| T-55           | Carro armato da combattimento | Unione Sovietica | Circa 10 |
| Panhard M3     | Veicolo trasporto truppe      | Francia          | 9        |
| GAZ BTR-80     | Veicolo trasporto truppe      | Russia           | 10       |
| Panhard AML-90 | Autoblindo                    | Francia          | 12       |
| Panhard AML-60 | Autoblindo                    | Francia          | 6        |
| BRDM-2         | Veicolo di Ricognizione       | Unione Sovietica | 30       |
| BTR-40         | Veicolo trasporto truppe      | Unione Sovietica | 20       |
| Shorland S-52  | Autoblindo                    | Regno Unito      | 7        |
| Walid          | Veicolo trasporto truppe      | Egitto           | 6        |
| RG-31 Nyala    | Veicolo trasporto truppe      | Sudafrica        | 31       |

### Artiglieria
- 12 sistemi Lanciarazzi Multiplo BM-21 Grad 122mm[1]
- 18 obici trainati D-30 122mm[1]
- 15 mortai medi M-37\43 82mm[1]
- Appross. 75 mortai pesanti 120mm Brandt[1]

### Armi antiaeree
- 30 lanciarazzi MANPADS\303 missili SA-7B Grail[13]
- 15 AAG ZPU 14.5mm[13]
- Oltre 150 cannoni gemelli AAG ZU-23\2 23mm[13]
- M-1939\Type-55 37mm[13]

### Inventario degli aerei
L'unità aerea dell'Esercito del Burundi opera 10 aeromobili, tra cui un aereo da combattimento e sei elicotteri, di cui due non sono operativi a partire dal 2012.
| Aereo                       | Tipo                   | Versioni | In servizio | Note                                      |
| --------------------------- | ---------------------- | -------- | ----------- | ----------------------------------------- |
| Aérospatiale SA 342 Gazelle | elicottero commerciale | SA 342L  | 2           |                                           |
| Mil Mi-8 Hip                | elicottero commerciale | Mi-8     | 2           | Entrambi non operativi a partire dal 2012 |
| Cessna 150                  | Collegamento           |          | 2           |                                           |
| Douglas DC-3                | Trasporto              |          | 2           |                                           |
| Mil Mi-24 Hind Hind-E       | Elicottero d'attacco   |          | 2           |                                           |
| SIAI-Marachetti SF 260      | Addestratore           | SF-260P  | 1           |                                           |